# Mezidemestan Kadın
Mezidemestan Kadınefendi (en turco otomano: ميزيديت ماستان كادينوفندي, "mujer alegre", 3 de marzo de 1869 - 21 de enero de 1909) fue la esposa del sultán Abdul Hamid II del Imperio Otomano.
El título completo era: Devletlu İsmetlu Üçüncü Mezidemestan Kadın Efendi Hazretleri

## Vida
Mezidemestan nació el 3 de marzo de 1869 en Ganja, y era hija de Kaymat Bey Mikanba y su esposa Ferial Mersan. Era sobrina de la madre de Emine Nazikeda Kadınefendi, la princesa Fatma Arenba. Su verdadero nombre era Kadriye Kamile Merve Mikanba. A una edad muy joven se le dio servicio en el Palacio de Yildiz. Sin embargo, el sultán Abdul Hamid II pronto se fijó en ella y el 2 de febrero de 1885 se casaron. Se dice que era muy tímida. Era alta con cabello castaño oscuro y ojos marrones.
El 19 de diciembre de 1886, dio a luz a su único hijo, Şehzade Mehmed Burhaneddin, quien era el hijo favorito de Abdul Hamid. Hidayet Hanim, hermana de la princesa Leila Atsba, fue dama de honor. Tenía una mansión en el parque del Palacio de Yildiz. 
Mezidemestan murió de cáncer de estómago tres meses antes de la dimisión de su marido el 21 de enero de 1909 a los 39 años. Está enterrada en el cementerio Yahya Effendi de Estambul.